# Maurice Bonté
Maurice Bonté, né le 22 septembre 1904 à Zonnebeke (Belgique) et mort le 24 août 1958 à Cosne-sur-Loire (Nièvre), était un combattant de la France libre durant la Seconde Guerre mondiale, Compagnon de la Libération.

## Biographie
Maurice Bonté est né le 22 septembre 1904 à Zonnebeke (Belgique).
Ouvrier agricole, de nationalité belge, il s'engage dans la Légion étrangère à Nevers le 14 septembre 1939. Affecté d’abord au 1er régiment étranger d’infanterie (1er REI) en Algérie, il passe en mars 1940 à la 13e demi-brigade de marche de la Légion étrangère (13e DBMLE). Avec cette unité, il participe à la campagne de Norvège (combats de Narvik et de Bjervik) au printemps 1940.
Evacué en Grande-Bretagne avec le corps expéditionnaire commandé par le général Béthouart, il choisit de continuer le combat dans les rangs de la France libre dès juillet 1940.
Avec la 13e Demi-brigade de Légion étrangère (13e DBLE), il prend part à l’opération devant Dakar (septembre 1940) puis à la campagne d’Érythrée contre les Italiens (mars-mai 1941) et à celle de Syrie contre les forces de Vichy (juin-juillet 1941).
Caporal en septembre 1941, il combat en Libye avec la 1re brigade française libre et notamment à Bir-Hakeim. Il est promu caporal-chef en octobre 1942 juste avant d’être blessé une première fois à la cheville par éclat d'obus lors des combats d'El Alamein en Égypte le 23 octobre 1942. Cela ne l’empêche pas de panser des camarades blessés et d’en aider un autre à rejoindre les lignes avant d’être évacué sur le groupe sanitaire de la division.
Rétabli, il rejoint son unité fin janvier 1943 et prend part à la fin de la campagne de Tunisie avant de combattre en Italie d’avril à juin 1944. Il débarque en Provence le 17 août 1944 et prend part aux combats de libération du Sud-est et de la vallée du Rhône.
Promu sergent en septembre 1944 , Maurice Bonté se distingue dans les Vosges. Le 5 novembre 1944, il est gravement blessé par balle en menant son groupe de combat à l’attaque de la cote 1013 sur les hauteurs de Rochesson. Longuement hospitalisé, il est démobilisé début 1946.
Il retrouve alors la Nièvre et son métier d’ouvrier agricole.
Maurice Bonté est décédé le 24 août 1958 à Cosne-sur-Loire. Il a été inhumé à Saint-Père dans la Nièvre.

## Distinctions
- Compagnon de la Libération par décret du 7 mars 1945[1]
- Médaille militaire
- Croix de guerre 1939–1945(3 citations)
- Médaille coloniale avec agrafes "Érythrée", "Libye", Bir-Hakeim", "Tunisie"
- Médaille commémorative de Syrie-Cilicie

- Insigne des blessés militaires (deux blessures)